# European Law Students’ Association
Die European Law Students’ Association (ELSA) ist ein politisch neutrales, unabhängiges und nicht gewinnorientiertes Netzwerk von über 60.000 Studierenden der Rechtswissenschaften und jungen Juristen und Juristinnen in Europa mit Sitz in Brüssel.

## Ziele und Aktivitäten
Die Ziele sind die Förderung und Entwicklung der gegenseitigen Verständigung, die Zusammenarbeit und Durchführung von Begegnungen zwischen Jurastudierenden und jungen Juristen und Juristinnen unterschiedlicher Länder und Rechtsordnungen, vor allem in Europa, durch die gemeinsame Arbeit auf den Gebieten der Rechtswissenschaften, der Rechtsausbildung sowie der Rechtsberufe.
ELSA hat vier Hauptprogramme gebildet, mit deren Hilfe diese Ziele vorrangig umgesetzt werden sollen:
- Akademische Aktivitäten (Academic Activities) (AA) und Moot Court Competitions (MCC) 
Vorträge und andere akademische, vornehmlich lokale Veranstaltungen sowie Verhandlungswettbewerbe und Erstellen von Schriftsätzen
- Seminare & Konferenzen (Seminars & Conferences) (S&C)
Nationale und internationale, häufig mehrtägige Veranstaltungen in Form von Vorträgen, Podiumsdiskussionen und Tagungen mit bekannten Gastrednern sowie Institutionsbesuchen
- Professionelle Entwicklung (Professional Development) (PD)
Einführung in die praktischen Aspekte des juristischen Berufslebens, beispielsweise durch Besuche von Kanzleien und anderen Unternehmen
- ELSA Traineeships (ehemals STEP)[3]
Internationales Vermittlungsprogramm für den Praktikantenaustausch

## Netzwerk
ELSA wurde 1981 in Wien von Jurastudenten aus Österreich, Ungarn, Polen und dem damaligen Westdeutschland gegründet. Daraus entwickelt hat sich ein inzwischen europaweites Netzwerk. Kennzeichnend ist die Gliederung auf drei Ebenen: lokal, national und international.

### Lokale Fakultätsgruppen
An mehr als 350 Universitäten in Europa haben sich lokale Fakultätsgruppen gebildet. Die meisten Gruppen finden sich in Deutschland. Mit ca. 60.000 Mitgliedern in den jeweiligen Fakultätsgruppen ist ELSA die weltweit größte Vereinigung von Jurastudenten.

### Nationale Dachverbände
Die Fakultätsgruppen verteilen sich auf 43 Länder (ehemals 44 Länder vor dem Ausschluss von ELSA Russia). In den meisten dieser Länder wurden nationale Dachverbände gegründet, um die Arbeit der jeweiligen lokalen Gruppen zu unterstützen und zu koordinieren. In kleinen Ländern, in denen an nur einer Universität ein juristisches Lehrangebot existiert oder in denen sich an nur einer juristischen Fakultät eine Gruppe etabliert hat (z. B. Malta), nimmt die jeweilige Fakultätsgruppe die Funktion des nationalen Dachverbandes wahr.

### Struktur der einzelnen Gruppen
Die strukturelle Ordnung der Gruppen folgt auf allen Ebenen einem vergleichbaren Schema, wobei sich die bei ELSA International gefundene Lösung weitgehend durchgesetzt hat.

#### Vorstand
Jede Gruppe wird von einem Vorstand (Board) geleitet. Dieser setzt sich aus Personen mit verschiedenen Aufgabenbereichen zusammen, wobei nicht immer alle Posten besetzt werden und die Bezeichnung der Ämter variieren können.
Zumeist ist satzungsrechtlich die Besetzung zumindest der drei erstgenannten Ämter (President, Secretary General und Treasurer) vorgeschrieben, da diese den Verein in der Regel gesetzlich vertreten.

#### Mitgliederversammlungen
Die Mitgliederversammlungen der jeweiligen Gruppen treten zumindest einmal jährlich zusammen, in Deutschland in der Regel halbjährlich. Sie sind ihre höchsten Beschlussfassungsorgane und folgen den Vorschriften der Rechtsordnungen, nach denen die Gruppen gegründet wurden.

## ELSA (Internationaler Dachverband)
ELSA ist ein Verein nach niederländischem Recht mit Sitz in Amsterdam. Das International Board, wie der Vorstand des Dachverbandes heißt, arbeitet jedoch in Brüssel, wo es ein Büro- und Wohngebäude unterhält (ELSA House).
Aufgabe von ELSA International ist die Koordinierung des gesamten Netzwerks. Außerdem hält ELSA International Kontakt zu anderen Studentenvereinigungen in aller Welt, zum Beispiel mit der International Law Students’ Association (ILSA) in Nordamerika, der Asian Law Students’ Association (ALSA) Japan, der Australian Law Students’ Association (ALSA), der African Law Students’ Association (AfLSA) in Südafrika und der Association des Étudiants Juristes de Côte d’Ivoire (AEJCI) in der Elfenbeinküste.
Zahlreiche Internationale Organisationen haben ELSA Beobachter- oder Beraterstatus eingeräumt:
- 1994 Beobachterstatus in der Category C (mutual information relationship) bei der UNESCO (UNESCO Doc. 144 EX/Decisions, para 5.2).
- 1997 Special Consultative Status im Wirtschafts- und Sozialrat der Vereinten Nationen (UN Doc. E/1997/97, Decision 1997/295 [S. 158 f.]).
- 2000 Participatory Status (früher Consultative Status) beim Europarat.
- 2001 Consultative Status in der 34. Sitzung der UNCITRAL vom 25. Juni bis 13. Juli 2001 (UN Doc. A/56/17, para 7).
- 2005 Permanent Observer Status bei der Weltorganisation für geistiges Eigentum (WIPO).

Des Weiteren hat ELSA eine Kooperation mit dem Hohen Flüchtlingskommissar der Vereinten Nationen (UNHCR) vereinbart.

## ELSA in Deutschland
Mit circa 12.200 Mitgliedern stellt ELSA in Deutschland den größten Teil des Netzwerks dar und gehört auch mit zu den aktivsten Verbänden.

### Lokale Fakultätsgruppen
ELSA ist an fast jeder juristischen Fakultät in Deutschland sowie einigen Fachhochschulen vertreten. Insgesamt existieren 44 lokale Fakultätsgruppen: Augsburg, Bayreuth, Berlin, Bielefeld, Bochum, Bonn, Bremen, Dresden, Düsseldorf, Erlangen-Nürnberg, Frankfurt/Main, Frankfurt/Oder, Freiburg, Gelsenkirchen, Gießen, Greifswald, Göttingen, Hagen, Halle, Hamburg, Hannover, Heidelberg, Jena, Kiel, Konstanz, Köln, Leipzig, Lüneburg, Mainz, Mannheim, Marburg, München, Münster, Osnabrück, Passau, Pforzheim, Potsdam, Regensburg, Saarbrücken, Siegen, Trier, Tübingen, Wiesbaden, Wismar und Würzburg.
Die einzelnen Fakultätsgruppen sind organisiert als eingetragene Vereine, tragen also das Kürzel „e. V.“ im Namen. Sie müssen als gemeinnützig anerkannt sein oder zumindest die Eintragung in das Vereinsregister und die Gemeinnützigkeit anstreben.

### ELSA-Deutschland e. V.
Seit 1989 existiert ELSA-Deutschland e. V. als Dachverband der deutschen Fakultätsgruppen. Sitz der Vereinigung ist Heidelberg.
Zweimal im Jahr veranstaltet ELSA-Deutschland e. V. eine Generalversammlung, in der die Vertreter der Fakultätsgruppen im Status eines ordentlichen Mitglieds den nationalen Vorstand wählen, das Budget der Vereinigung bestimmen und die Arbeit der lokalen Gruppen koordinieren. Das Stimmgewicht der einzelnen Gruppen errechnet sich aus der jeweiligen Zahl ihrer Mitglieder. Darüber hinaus kommen lokale Vorstände zweimal jährlich zu sogenannten Referententreffen („Reftreff“) zusammen und bilden sich in ihren Geschäftsbereichen fort.
ELSA-Deutschland e. V. ist Gründungsmitglied des Verbands deutscher Studierendeninitiativen (der ehemaligen Kölner Runde).

## Österreich
ELSA ist in Österreich mit rund 4000 Mitgliedern an 6 Lokalgruppen (Universität Wien, WU Wien, Graz, Linz, Salzburg und Innsbruck) vertreten. Als Gründungsmitglied von ELSA besteht ELSA Austria bereits seit 1981. Die Lokalgruppen sind selbst eigenständige Vereine mit eigenen Vorständen und Budgetplänen.
Zweimal im Jahr veranstaltet ELSA Austria eine Generalversammlung, in der die Vertreter der Lokalgruppen den nationalen Vorstand wählen, das Budget von ELSA Austria beschließen und die lokale Arbeit koordinieren. Jede Lokalgruppe hat dabei gleich viele Stimmen.
Zu den großen inhaltlichen Projekten von ELSA Austria gehören die „M&A Contract Competition“ und der Kartellrecht Moot Court. Ebenso hat ELSA Austria eine eigene (Online-)Rechtszeitschrift gestartet, die ELSA Austria Law Review (EALR).

## Ehemalige
Da ELSA eine Studentenorganisation ist, verliert sie die Mehrheit ihrer Mitglieder mit deren Studienende. Um den dadurch bedingten Abfluss an Wissen und Beziehungen zu stoppen, wurden auf internationaler Ebene ELSA Alumni und in Deutschland am 25. Januar 2003 der ELSA Alumni Deutschland e. V. (EAD) gegründet.
Die Vereine haben sich im Wesentlichen zwei Ziele gesetzt:
- für die Ehemaligen: Erhalt und Aufbau des ELSA-Netzwerkes
- für die Aktiven bei ELSA: Unterstützung in ideeller und finanzieller Form

ELSA Alumni wird von einem Board of Directors geführt, welches aus einem President, einem Vice-President und einem Treasurer sowie bis zu fünf weiteren Direktoren besteht. Sie werden auf der jährlichen Mitgliederversammlung von ELSA Alumni für ein Jahr gewählt.
Der Vorstand von ELSA Alumni Deutschland e. V. besteht aus dem Vorsitzenden, dem stellvertretenden Vorsitzenden und dem Vorstand für Finanzen und wird jeweils auf zwei Jahre gewählt. Einmal jährlich findet eine Generalversammlung für die Mitglieder statt.